# ویتز
ویتز (fáith) به عنوان اصطلاحات فنی است که برای باردها، پیامبران و فیلسوفان سلتیک باستان استفاده می‌شود. اصطلاح مورد بحث در این مقاله مربوط به یک کلمه سلتی قدیمی است که می‌تواند به عنوان *watis بازسازی شود. این کلمه مستقیماً تأیید نشده‌است، اما از تفاسیر یونانی و لاتین و از فرزندان آن در زبان‌های سلتیک بعدی شناخته شده‌است.